# 王笛
王笛（英語：Wang Di，1956年6月—），四川成都人，中國歷史學家，畢業於四川大學歷史系，美國約翰霍普金斯大學東亞史碩士、博士。
現任澳門大學人文社科高等研究院副院長及歷史系講座教授，主要研究清中晚期成都市的历史文化，研究方向為近代中國史、中國社會文化史、中國城市歷史及中國秘密組織。

## 經歷
1956年，出生於四川成都的一個知識分子家庭。父親王廣源曾擔任國內創刊最早的音樂期刊之一《四川音樂》（即今四川省音樂家協會主辦的《音樂世界》月刊）的副主編，母親吳曜華則在成都市群眾藝術館從事美術工作。
1974年，在四川省成都市第三中學畢業後，曾在鐵路局的磚瓦廠工作。
1978年，改革開放後恢復高考的第二年，以優異的成績考入四川大學歷史系，師從著名史家隗瀛濤。畢業後留校任職講師，1987年破格評為副教授，直到1991年赴美深造。
1991年，在密西根大學擔任訪問學者，後師從西方研究中國城市史大師羅威廉教授。
1998年，於約翰霍普金斯大學取得東亞史博士，直接被美國德克薩斯A&M大學聘請為歷史系副教授。
期間曾任華中師範大學中國近代史研究中心客座教授、中國留美歷史學會會長、中國社會科學院近代史研究所特邀研究員、美國國家人文科學中心研究員、美國加州大學柏克萊分校客座教授。
2009年，於美國德克薩斯A&M大學晉升為教授，並獲華東師範大學聘為紫江講座教授。
期間開始陸續擔任四川博物院專家咨詢委員會委員、上海高校都市文化E-研究院特聘研究員、英文學術季刊《中國歷史前沿》(Frontiers of History in China)共同主編、《近代史研究》編委、《近代史學刊》編委、《四川大學學報》編委等職直至現在。
2015年，任德國自由大學東亞研究所訪問教授。同年，任澳門大學歷史系系主任及特聘教授。
2017年，獲受聘為成都大學天府文化研究院名譽院長。同年，任暨南大學歷史學系講座教授。
2021年，卸任澳門大學歷史系系主任，轉任澳門大學人文社科高等研究院副院長及歷史系講座教授。

## 著作
曾獲美國城市史研究學會最佳著作獎、首屆呂梁文學獎、中國會黨史研究會優秀學術著作獎等。
- 《跨出封閉的世界——長江上游區域社會研究，1644—1911》
- 《街頭文化：成都公共空間、下層民眾與地方政治，1870～1930》
- 《走進中國城市內部：從社會的最底層看歷史》
- 《茶館：成都的公共生活和微觀世界，1900-1950》
- 《茶館：成都公共生活的衰落與復興，1950-2000》
- 《袍哥：1940年代川西鄉村的暴力與秩序》
- 《消失的古城：清末民初成都的日常生活記憶》
- 《顯微鏡下的顯微鏡下的成都》
- 《從計量、敘事到文本解讀：社會史實證研究的方法轉向》
- 《歷史的微聲》
- 《那間街角的茶鋪》
- 《碌碌有為：微觀歷史視野下的中國社會與民眾》
- 《Violence and Order on the Chengdu Plain: The Story of a Secret Brotherhood in Rural China, 1939-1949》